# 彭比纳断崖

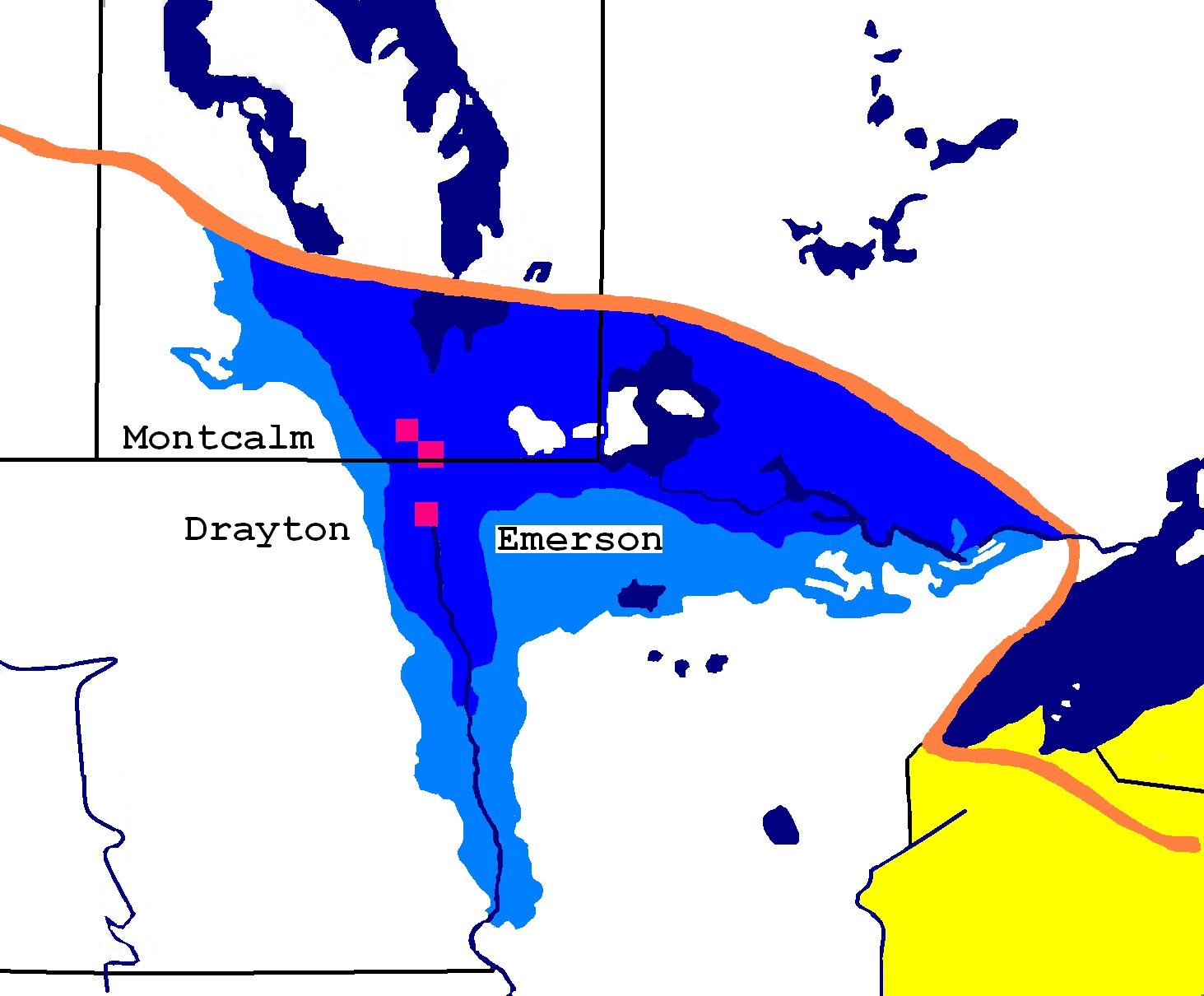
13000年前的阿加西兹湖，那时该湖填满了红河谷并毗邻彭比纳断崖

彭比纳断崖（Pembina Escarpment） （在加拿大被称为曼尼托巴断崖 （Manitoba Escarpment）) 是一个标志冰川阿加西兹湖边界的陡峭断崖。断层高度为300-400英尺（约合91-122米），分布在北达科他州，南达科他州和曼尼托巴省。
断崖最初是由古红河底部的白垩纪砂岩（达科他岩层）形成的。断崖随后通过冰川冲刷而变得陡峭。由于在砂岩顶部有一层抗侵蚀的页岩（Pierre岩层），悬崖得以被保留下来。 今天的景色，树木繁茂的丘陵卷入山谷（如Pembina  valley），让人想起新英格兰的牧区。从悬崖流出的溪流坡度较高且具有卵石基质。
悬崖的本地植物包括大果栎，榛子，高灌木蔓越莓，唐棣树和红色山茱萸。
在马尼托巴，断崖形成了雷丁山国家公园的东部边缘，一个大野牛群的栖息地，和鸭山省立公园。 乌龟山省立公园，彭比纳山谷省立公园和豪猪山也是马尼托巴断崖的一部分。
根据美国环境保护局的定义，彭比纳断崖是一个独特的生态区。该生态区涵盖274平方英里（710平方千米）的土地，并且是较大的北方冰河平原生态区的一部分。